# The Liberation Service
The Liberation Service war eine österreichische Indie/Punkrock-Band, die 2009 in Graz gegründet wurde. Bekannt ist sie vor allem für ihre energiegeladenen Live-Konzerte und ihre DIY-Attitüde. The Liberation Service tourte bereits mehrmals durch Mittel- und Osteuropa und veröffentlichte neben zwei Alben einige Singles und Split-EPs. Im Dezember 2016 spielten sie ihre letzte Show im Sub Graz, nachdem sie zuvor ihre Auflösung bekanntgaben.

## Diskografie

### Alben
- 2011: Hearts Unchained (Laserlife Records)
- 2015: Calamity Physics (No Panic! Records)[1]

### Singles
- 2010: Heart EP